# Sakae (Nagano)
Sakae (栄村?) è un villaggio giapponese della prefettura di Nagano.